# Lomna napaka
Lomna napaka, znana tudi kot refraktivna napaka, je problem, do katerega zaradi oblike očesa pride, ko oko fokusira videno sliko na mrežnico. Najbolj pogoste vrste lomne napake so kratkovidnost, daljnovidnost, astigmatizem in starostna daljnovidnost. Pri kratkovidnosti so neostri oddaljeni predmeti, pri daljnovidnosti pa bližnji predmeti; astigmatizem povzroča, da so predmeti videti raztegnjeni ali zamegljeni, starostna daljnovidnost ali presbiopija, pa je posledica nezmožnosti, pogled izostriti na predmete, ki so blizu. Drugi simptomi lahko vključujejo dvojni vid, glavobol, in napor pri vidu.
Pri kratkovidnem očesu je zrklo predolgo, pri daljnovidnem pa prekratko; vzrok za astigmatizem je  napačna oblika roženice, do presbiopije pa pride zaradi staranja očesne leče, ki ni več sposobna zadovoljivo prilagoditi svoje oblike. Nekatere lomne napake so dedne. Diagnoza se postavlja s pregledom oči.
Lomne napake se popravljajo z očali, kontaktnimi lečami, ali operativno. Očala so najlažja in najvarnejša možnost popravila. Kontaktne leče lahko zagotovijo širše vidno polje, vendar so povezane s tveganjem okužbe. Refraktivna kirurgija trajno spremeni obliko roženice.
Število ljudi po svetu z lomno napako se ceni na  na eno do dve milijardi. Pogostnost se  med področji po svetu razlikuje, prizadetih je približno 25 % Evropejcev in 80 % Azijcev. Kratkovidnost je najpogostejša motnja. Pogostnost pri odraslih je 15-49 %, med otroci pa 1,2-42 %. Daljnovidnost pogosteje prizadene majhne otroke in starejše. Starostno daljnovidnost prizadene večinoma ljudi, stare več kot  35 let. Število ljudi brez odpravljene lomne napake je leta 2013 bilo ocenjeno na 660 milijonov (10 na 100 prebivalcev). 9,5 milijona bili med njimi je bilo slepih zaradi lomne napake. Gre za enega najpogostejših vzrokov za izgubo vida, skupaj z mreno, degeneracijo rumene pege in pomanjkanjem vitamina A.